# Національні символи Бразилії

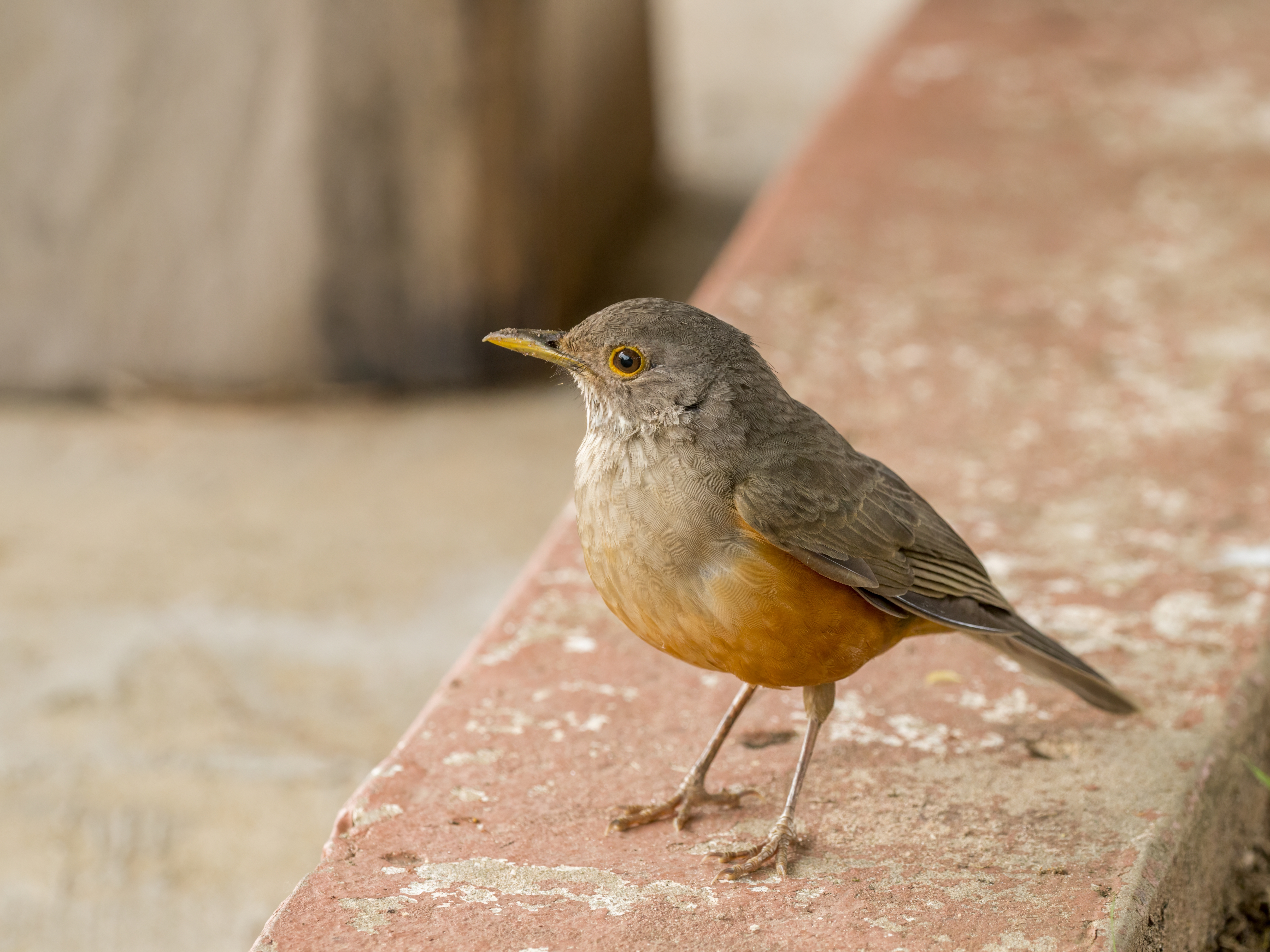
Turdus rufiventris

Згідно з Конституцією Бразилії, державними символами Бразилії є
Державний Прапор Бразилії
Державний Герб Бразилії
Державний Гімн Бразилії
Державна Печатка Бразилії
Національним птахом вважається дрізд Turdus rufiventris.

## Державний Прапор

Прапор Бразилії

Прапор — це певного кольору тканина, піднімається на щоглі, просто вивішується чи розстеляється.
Прапор Бразилії являє собою зелене полотнище з жовтим (золотим) ромбом посередині. В центрі ромба знаходиться синє коло, всіяне двадцятьма сімома білими зірками і облямоване білою стрічкою з гаслом Ordem e Progresso (укр. Порядок та поступ).
Зелений і жовтий — національні кольори Бразилії. Зелений символізує лісові багатства Амазонії, жовтий — запаси золота, завдяки яким країна утримувала світову першість у золотовидобуванні протягом XVI—XIX століть. Зірки п'яти різних розмірів повторюють розташування зірок у небі над Ріо-де-Жанейро під час проголошення Бразильської республіки о 9:22 ранку 15 листопада 1889. Кожній з 27 зірок в дев'яти сузір'ях відповідають 26 штатів і один федеральний округ.

## Державний Герб

Герб Бразилії

Герб складається з центральної емблеми, оточеної гілками кави (з лівого боку) і тютюну (з правого боку), які є важливими сільськогосподарськими культурами Бразилії. У блакитному колі в центрі, зображене сузір'я Південний Хрест. 27 зірок навколо нього символізують 26 штатів і Федеральний округ Бразилії. Блакитна стрічка містить повну офіційну назву Бразилії (República Federativa do Brasil — Федеративна Республіка Бразилії) у першому рядку. У другому позначена дата заснування федеративної республіки (15 листопада 1889 року).